# Отель-де-Франс (Ле-Ман)
Отель-де-Франс  (фр. Hotel de France) — исторический отель в центре города Ла Шартр-сюр-ле-Луар в 43 км к югу от Ле-Мана. Гостиница с 22 номерами и фасадом в стиле ар-деко находится по адресу: 20, Place de la République. Отель известен своими долгими связями с гонщиками, командами и автомобилями гонки 24 часа Ле-Мана.

## История
Отель был открыт в 1905 году и управлялся семьёй Пасто в течение последних четырёх поколений до смены владельца в конце 2013 года. С 1953 года отель использовался в качестве штаб-квартиры команд гонки 24 часа Ле-Мана, особенно популярным он был у команд, руководимых Джоном Уайером. Он управлял победоносными командами Aston Martin и Gulf Oil, а его первый триумф в Ле-Мане отмечался в отеле в 1959 году. Таким образом Отель-де-Франс стал частью истории автоспорта.
Гараж у отеля и то, что сейчас является автостоянкой позади здания, использовались механиками для работы над гоночными автомобилями, которые затем ездили по дорогам общего пользования до начала 1970-х годов. Отель стал культовым среди поклонников гонки 24-часа Ле-Мана. Стены его бара покрыты фотографиями гонщиков прошлых и нынешних времён, многие из которых подписаны самими гонщиками.
В начале 2014 года в отеле был проведен капитальный ремонт с сохранением исторического облика.

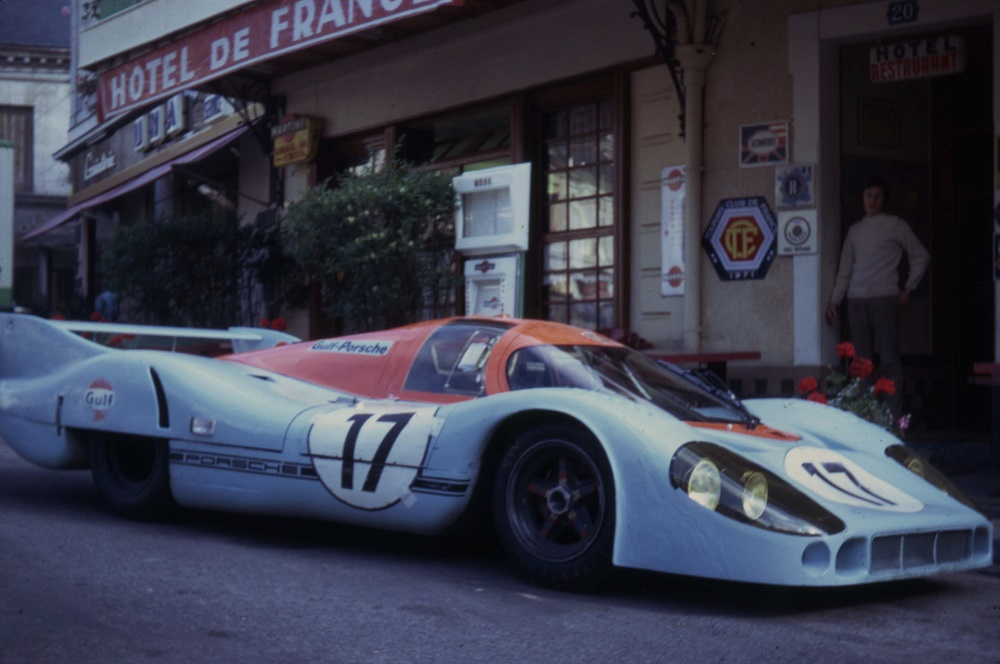
Porsche 917 Lang Heck, пилотируемый Дереком Беллом в гонке 1971 года.

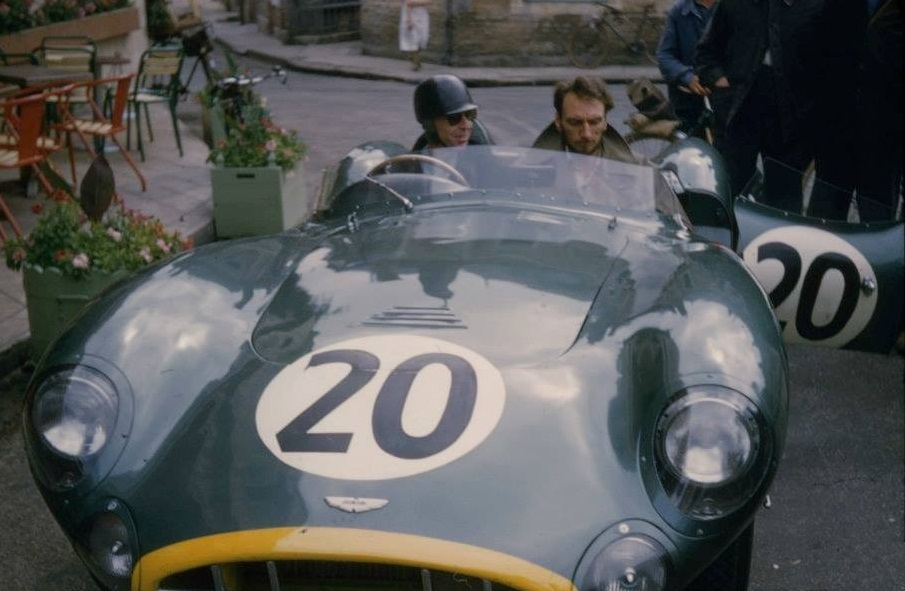
Тони Брукс припарковался возле базы Aston Martin в отеле в 1957 году за рулём своего гоночного автомобиля DBR1.

## Известные постояльцы
В отеле побывали всемирно известные гонщики, кинозвёзды, лидеры государств и члены королевских семей.
В стенах отеля гостили победители гонки 24 часа Ле-Мана: Жаки Икс (6-кратный), Дерек Белл (5-кратный), Морис Трентиньян (победитель в 1954 году), Фил Хилл и Оливье Жандебьен (в 1958 году), а также многие другие.
Актёр и автогонщик Стив Маккуин во время съёмок культового фильма 1971 года Ле-Ман жил в отеле. Президент Франции Рене Коти, Бертиль, герцог Халландский, пресс-секретарь Джона Кеннеди Пьер Сэлинджер и дети Джона Фицджералда и Роберта Кеннеди.